# Musica tua - I grandi successi
Musica tua - I grandi successi è una raccolta del cantautore italiano Ivan Graziani, pubblicata nel 1985 dalla Numero Uno.

## Tracce
1. Franca ti amo – 3:26
2. Il chitarrista – 3:34
3. Agnese – 3:38
4. Monna Lisa – 4:49
5. Limiti (affari d'amore) – 4:09
6. Signora bionda dei ciliegi – 4:22
7. Firenze (canzone triste) – 4:55
8. Minù Minù – 3:29
9. Paolina – 4:05
10. Pigro – 2:22
11. Lugano addio – 4:35
12. Vento caldo – 3:36